# Professional Triathletes Organisation
Die Professional Triathletes Organisation (PTO) ist eine 2014 gegründete internationale, gemeinnützige Interessensvertretung professioneller Triathleten, die sich zum Ziel gesetzt hat den Triathlonsport zu professionalisieren und besser zu vermarkten.

## Organisation und Geschichte
Die Organisation wurde 2014 von Athleten unter dem Namen PTU (Professional Triathletes Union) gegründet und im Jahr 2016 in PTO umbenannt.
Knapp drei Wochen vor der 43. Austragung des Ironman Hawaii kündigte die PTO im September 2019 an, dass sie die Ironman-Rechte aus der chinesischen Wanda Sports Group heraus kaufen möchte, was Ironman im Oktober 2019 ablehnte.
Im Jahr 2020 erfolgte der Einstieg vom Unternehmer und Investor Michael Moritz (Michael Moritz’s Crankstart Investments; ehemaliger Investor von Google, Paypal).
Die PTO führt an, dass andere Sportorganisationen mehr als 50 Prozent der Erlöse an die Athleten ausschütten würden und bei Ironman seien dies nicht einmal drei Prozent. Die Athleten orientieren sich an den Erfolgen anderer Einzelsportarten, wie z. B. Tennis oder Golf und wollen damit mehr Selbstbestimmung.
Der ehemalige Elite-Triathlet Sam Renouf ist als CEO, Charles Adamo als Vorsitzender und die Britin Rachel Joyce sowie der Neuseeländer Dylan McNeice sind als Athletensprecher der PTO eingesetzt. 
Im Februar 2020 erneuerte die PTO das Angebot, Ironman zu übernehmen, was diese wiederum ablehnten. Aktuell sind Ruth Astle, Paula Findlay, Frederic Funk, David Mcamee, Aaron Royle und Laura Siddall im Board of Directors.
Mitglieder
Die PTO hat etwa 100 Profi-Athleten als Mitglieder (Stand Januar 2020) – hier ein Auszug der Mitglieder:
- Ruth Astle
- Kristian Blummenfelt
- Alistair Brownlee
- Mirinda Carfrae
- Lucy Charles-Barclay
- Antony Costes
- Magnus Ditlev
- Paula Findlay
- Ashleigh Gentle
- Matt Hanson (seit 2022)
- Anne Haug
- Gustav Iden
- Rachel Joyce (2019–2021)
- Meredith Kessler (bis 2021)
- Renee Kiley
- Jackson Laundry
- Danielle Lewis
- Dylan McNeice (bis 2021)
- Skye Moench
- Timothy O’Donnell
- Sarah Piampiano (bis 2021)
- Daniela Ryf
- Laura Siddall (seit 2022)

## Rennen

### Collins Cup 2020
Im Rahmen der Challenge Šamorín („The Championship“) Ende Mai 2020 sollte in der Slowakei von der PTO ausgerufen der erste „Collins Cup“ im Triathlon ausgetragen werden.
Der Collins Cup ist nach dem Commander John Collins und seiner Frau Judy benannt, welche in den 1970er-Jahren an der Gründung und Organisation des Triathlon-Langdistanzrennens Ironman Hawaii beteiligt waren.

Auf die Athleten sollte dabei ein Preisgeld in der Höhe von 2 Millionen US-Dollar auf die besten 18 weiblichen und 18 männlichen Athleten aufgeteilt werden. Das Rennen musste aber infolge der Coronavirus-Pandemie abgesagt werden.
Nachdem das Rennen in einer ursprünglichen Ankündigung am 22. Mai im slowakischen Šamorín hätte stattfinden sollen, wurde die Premiere des Collins Cup schließlich am 28. August 2021 ausgetragen. Bei diesem kontinentalen Wettbewerb – ähnlich dem Ryder Cup im Golfsport – zwischen Europa, den USA und einer Weltauswahl stehen insgesamt zwölf Triathlon-Matches an. Das 36-köpfige Starterfeld setzte sich zusammen aus drei Teams mit je sechs Frauen und sechs Männern.

Diese Rennen gingen mit jeweils drei Startern und zehn Minuten Zeitabstand über die Distanzen von 2 km Schwimmen, 80 km Radfahren und 18 km Laufen. In diesem Rennformat wurde ein Preisgeld von 1,5 Millionen US-Dollar ausgespielt.
Für den Sieg wurden in jedem Rennen an den Sieger drei Punkte für die Teamwertung vergeben, der Zweitplatzierte erhielt zwei und der Drittplatzierte einen Punkt. Zusätzlich konnten über die Zeitabstände Bonuspunkte erkämpft werden: Ein Vorsprung von über zwei Minuten zu einem Konkurrenten brachten 0,5 Punkte mehr, bei mehr als vier Minuten Abstand gab es einen Punkt mehr, ein Abstand von mehr als sechs Minuten sicherte 1,5 Extrapunkte pro Konkurrent – somit war eine maximal mögliche Punktzahl von sechs Punkten für den Sieger pro Rennen möglich.
Jedes der drei Teams wurde von zwei Kapitänen geleitet, welche mit den Athleten während der Rennen in Verbindung standen:

- Team Europe:  Natascha Badmann und  Normann Stadler
- Team USA:  Karen Smyers und  Mark Allen
- Team Internationals:  Lisa Bentley und  Simon Whitfield

Das Team Europe konnte sechs der zwölf Rennen gewinnen – jeweils drei bei den Frauen und drei bei den Männern – und somit die kontinentale Wertung für sich entscheiden. Das schnellste Rennen lieferten an diesem Tag die US-Amerikanerin Taylor Knibb (3:30:10 h) sowie der Deutsche Jan Frodeno (3:13:08 h) ab:
| N ° | Team Europe           | Zeit         | Punkte | Team USA           | Zeit         | Punkte | Team Internationals | Zeit    | Punkte |
| --- | --------------------- | ------------ | ------ | ------------------ | ------------ | ------ | ------------------- | ------- | ------ |
| 01  | Daniela Ryf           | 3:46:52      | 3,5    | Taylor Knibb       | 3:30:10 (SR) | 6      | Teresa Adam         | 3:53:07 | 1      |
| 02  | Lucy Charles-Barclay  | 3:33:46      | 5      | Katie Zaferes      | 3:38:02      | 2      | Paula Findlay       | 3:38:39 | 1      |
| 03  | Anne Haug             | 3:37:49      | 2      | Jackie Hering      | 3:35:26      | 4      | Jeanni Metzler      | 3:38:49 | 1      |
| 04  | Holly Lawrence        | 3:44:07      | 1      | Skye Moench        | 3:40:39      | 2,5    | Ellie Salthouse     | 3:38:38 | 4,5    |
| 05  | Emma Pallant-Browne   | 3:34:36      | 4,5    | Chelsea Sodaro     | 3:35:49      | 3,5    | Sarah Crowley       | 3:43:04 | 1      |
| 06  | Katrina Matthews      | 3:35:17      | 5,5    | Jocelyn McCauley   | 3:40:59      | 3      | Carrie Lester       | 3:45:59 | 1      |
| 07  | Jan Frodeno           | 3:13:08 (SR) | 5      | Sam Long           | 3:18:18      | 1      | Sam Appleton        | 3:17:46 | 2      |
| 08  | Gustav Iden           | 3:13:35      | 6      | Collin Chartier    | 3:20:48      | 2      | Kyle Smith          | 3:20:40 | 1      |
| 09  | Sebastian Kienle      | 3:20:23      | 2      | Andrew Starykowicz | 3:21:09      | 1      | Lionel Sanders      | 3:19:17 | 3      |
| 10  | Daniel Lund Bækkegård | 3:15:27      | 4,5    | Ben Kanute         | 3:16:49      | 3,5    | Max Neumann         | 3:26:24 | 1      |
| 11  | Patrick Lange         | 3:27:14      | 1      | Matt Hanson        | 3:25:46      | 2      | Braden Currie       | 3:20:30 | 5,5    |
| 12  | Joe Skipper           | 3:18:46      | 2,5    | Justin Metzler     | 3:21:53      | 1      | Jackson Laundry     | 3:18:08 | 3,5    |
|     |                       |              | 42,5   |                    |              | 31,5   |                     |         | 25,5   |

(SR – Streckenrekord)

### PTO Weltmeisterschaft 2020
Im Dezember 2020 wurde auf dem Gelände des Daytona International Speedways in Daytona Beach die Weltmeisterschaft der PTO ausgetragen (2 km Schwimmen, 80 km Radfahren und 18 km Laufen).
| Datum        | Männer       | Männer        | Männer         | Frauen        | Frauen        | Frauen        |
| Datum        | Erster Platz | Zweiter Platz | Dritter Platz  | Erster Platz  | Zweiter Platz | Dritter Platz |
| ------------ | ------------ | ------------- | -------------- | ------------- | ------------- | ------------- |
| 6. Dez. 2020 | Gustav Iden  | Matt Hanson   | George Goodwin | Paula Findlay | Anne Haug     | Laura Philipp |

### Rennserie Pro-Am
Das erste Rennen der neu angekündigten Pro-Am-Rennserie sollte am 15. Mai 2022 in Los Angeles stattfinden. Bei diesem neuen Rennformat werden Profi-Athleten zusammen mit Altersklassen-Athleten in einer Staffel antreten.

### Rennserie Open
Diese Rennserie geht immer über 100 Kilometer (2 km Schwimmen, 80 km Radfahren und 18 km Laufen) und das erste Rennen dieser neuen Serie fand in Edmonton am 23. und 24. Juli 2022 mit dem Canadian Open statt.
Am 17. und 18. September fanden die United States Open in Dallas statt. Bei beiden dieser Rennen wurde ein Preisgeld von 1 Million US-Dollar vergeben.
Im Jahr 2023 wurden an Stelle der Canadian Open erstmals Rennen in Europa und Asien im Rennkalender aufgenommen.
Das Preisgeld wurde im Vergleich zum Vorjahr auf 600.000 US-Dollar pro Rennen reduziert, wobei der Sieger weiterhin 100.000 US-Dollar gewinnt.
| Event                  | Datum         | Männer               | Männer               | Männer               | Frauen          | Frauen          | Frauen               |
| Event                  | Datum         | Erster Platz         | Zweiter Platz        | Dritter Platz        | Erster Platz    | Zweiter Platz   | Dritter Platz        |
| ---------------------- | ------------- | -------------------- | -------------------- | -------------------- | --------------- | --------------- | -------------------- |
| Asian Open Singapur    | 20. Aug. 2023 | Kristian Blummenfelt | Pieter Heemeryck     | Jason West           | Ashleigh Gentle | Anne Haug       | Chelsea Sodaro       |
| US Open Milwaukee      | 4. Aug. 2023  | Jan Frodeno          | Jason West           | Kristian Blummenfelt | Taylor Knibb    | Ashleigh Gentle | Paula Findlay        |
| European Open Ibiza    | 6. Mai 2023   | Max Neumann          | Kristian Blummenfelt | Magnus Elbæk Ditlev  | Anne Haug       | Ashleigh Gentle | Lucy Charles-Barclay |
| US Open Dallas         | 18. Sep. 2022 | Collin Chartier      | Magnus Elbæk Ditlev  | Sam Long             | Ashleigh Gentle | Taylor Knibb    | Lucy Charles-Barclay |
| Canadian Open Edmonton | 24. Juli 2022 | Gustav Iden          | Kristian Blummenfelt | Aaron Royle          | Ashleigh Gentle | Paula Findlay   | Chelsea Sodaro       |

### PTO T100 Triathlon World Tour

#### 2025
Für die Saison 2025 wurden folgende Rennen angekündigt: Singapur (5./6. April), Südfrankreich (16. – 18. Mai), San Francisco (31. Mai – 1. Juni), London (August), Valencia (20. September), Las Vegas (25./26. Oktober) und Dubai (November). 
Die für September in Valencia geplanten Rennen wurden im August abgesagt-
| Event                             | Datum         | Männer           | Männer          | Männer          | Frauen               | Frauen        | Frauen               |
| Event                             | Datum         | Erster Platz     | Zweiter Platz   | Dritter Platz   | Erster Platz         | Zweiter Platz | Dritter Platz        |
| --------------------------------- | ------------- | ---------------- | --------------- | --------------- | -------------------- | ------------- | -------------------- |
| T100 Katar, Grand Final Katar     | 11. Dez. 2025 |                  |                 |                 |                      |               |                      |
| T100 Dubai Dubai                  | 13. Nov. 2025 |                  |                 |                 |                      |               |                      |
| T100 Las Vegas Las Vegas          | 25. Okt. 2025 |                  |                 |                 |                      |               |                      |
| T100 Wollongong Wollongong        | 18. Okt. 2025 |                  |                 |                 |                      |               |                      |
| T100 French Riviera Südfrankreich | 30. Aug. 2025 |                  |                 |                 |                      |               |                      |
| T100 London London                | 9. Aug. 2025  | Hayden Wilde -2- | Mika Noodt      | Jelle Geens     | Lucy Charles-Barclay | Kate Waugh    | Taylor Knibb         |
| T100 Vancouver Vancouver          | 14. Juni 2025 | Jelle Geens      | Marten Van Riel | Mika Noodt      | Taylor Knibb         | Julie Derron  | Jessica Learmonth    |
| T100 San Francisco San Francisco  | 31. Mai 2025  | Rico Bogen       | Jelle Geens     | Mika Noodt      | Julie Derron         | Taylor Knibb  | Kate Waugh           |
| T100 Singapore Singapur           | 5. Apr. 2025  | Hayden Wilde     | Léo Bergère     | Marten Van Riel | Kate Waugh           | Lisa Perterer | Lucy Charles-Barclay |

##### Gesamtwertung 2025

###### Männer
| Platz | Land | Athlet          | Punkte |
| ----- | ---- | --------------- | ------ |
| 1     | GER  | Mika Noodt      | 93     |
| 2     | BEL  | Jelle Geens     | 90     |
| 3     | GER  | Rico Bogen      | 84     |
| 4     | BEL  | Marten Van Riel | 73     |
| 5     | NZL  | Hayden Wilde    | 70     |
| 6     | NED  | Youri Keulen    | 55     |

(Stand: 11. August 2025)

###### Frauen
| Platz | Land | Athletin             | Punkte |
| ----- | ---- | -------------------- | ------ |
| 1     | CHE  | Julie Derron         | 96     |
| 2     | GBR  | Kate Waugh           | 90     |
| 3     | USA  | Taylor Knibb         | 90     |
| 4     | GBR  | Lucy Charles-Barclay | 84     |
| 5     | GBR  | Jessica Learmonth    | 68     |
| 9     | AUT  | Lisa Perterer        | 43     |

#### 2024
In der Saison 2024 wurde die PTO-Tour unter dem Namen T100 Triathlon World Tour geführt, in welcher acht Rennen über die 100-km-Distanz bestritten werden: 2 km Schwimmen, 80 km Radfahren und 18 km Laufen

Je 20 Frauen und Männer haben sich für diese Serie verpflichtet und sie müssen in dieser Saison an mindestens sechs Rennen des Veranstalters teilnehmen. Dafür winken Preisgelder von insgesamt 250.000 US-Dollar pro Event, die sich gestaffelt auf alle Platzierungen verteilen. Wer also die vertraglich vorgeschriebenen Rennen absolviert, gewinnt somit mindestens 15.000 US-Dollar. Gelingt es jemandem, die Serie zu dominieren und alle sechs Rennen zu gewinnen, winken 150.000 US-Dollar.
Bei sechs Rennen dieser Serie starteten parallel zu den Profis auch Amateurathleten (Agegrouper).
Mit ihren Siegen im letzten Rennen in Dubai sicherten sich die US-Amerikanerin Taylor Knibb (16. November, Frauen) und der Belgier Marten Van Riel (17. November, Männer) die Titel der T100-Weltmeister 2024.
| Event                              | Datum         | Männer              | Männer          | Männer                | Frauen              | Frauen               | Frauen           |
| Event                              | Datum         | Erster Platz        | Zweiter Platz   | Dritter Platz         | Erster Platz        | Zweiter Platz        | Dritter Platz    |
| ---------------------------------- | ------------- | ------------------- | --------------- | --------------------- | ------------------- | -------------------- | ---------------- |
| T100 Dubai, Grand Final Dubai      | 16. Nov. 2024 | Marten Van Riel -3- | Rico Bogen      | Alistair Brownlee     | Taylor Knibb -4-    | Julie Derron         | Ashleigh Gentle  |
| T100 Lake Las Vegas Lake Las Vegas | 19. Okt. 2024 | Jelle Geens         | Marten Van Riel | Justus Nieschlag      | Taylor Knibb -3-    | Julie Derron         | Flora Duffy      |
| T100 Ibiza Ibiza                   | 28. Sep. 2024 | Marten Van Riel -2- | Sam Laidlow     | Mika Noodt            | Taylor Knibb -2-    | Julie Derron         | India Lee        |
| T100 London London                 | 27. Juli 2024 | Sam Laidlow         | Kyle Smith      | Daniel Lund Bækkegård | Ashleigh Gentle -2- | Imogen Simmonds      | Katrina Matthews |
| Escape from Alcatraz San Francisco | 8. Juni 2024  | Marten Van Riel     | Kyle Smith      | Rico Bogen            | Taylor Knibb        | Katrina Matthews     | Laura Philipp    |
| T100 Singapore Singapur            | 14. Apr. 2024 | Youri Keulen        | Sam Long        | Pieter Heemeryck      | Ashleigh Gentle     | Lucy Charles-Barclay | Els Visser       |
| T100 Miami Miami                   | 9. März 2024  | Magnus Elbæk Ditlev | Sam Long        | Mathis Margirier      | India Lee           | Lucy Charles-Barclay | Holly Lawrence   |

## PTO Saisonabschluss Rangliste
Jeweils zum 31. Dezember wird eine Rangliste der rückliegenden Jahreswertung veröffentlicht.
| Jahr | Männer                   | Männer              | Männer              | Männer           | Männer            | Frauen               | Frauen               | Frauen          | Frauen               | Frauen               |
| Jahr | 1. Platz                 | 2. Platz            | 3. Platz            | 4. Platz         | 5. Platz          | 1. Platz             | 2. Platz             | 3. Platz        | 4. Platz             | 5. Platz             |
| ---- | ------------------------ | ------------------- | ------------------- | ---------------- | ----------------- | -------------------- | -------------------- | --------------- | -------------------- | -------------------- |
| 2024 | Marten Van Riel          | Magnus Elbæk Ditlev | Kyle Smith          | Jelle Geens      | Sam Long          | Taylor Knibb         | Ashleigh Gentle      | Julie Derron    | Katrina Matthews     | Laura Philipp        |
| 2023 | Kristian Blummenfelt -2- | Magnus Elbæk Ditlev | Jason West          | Jan Frodeno      | Pieter Heemeryck  | Anne Haug -2-        | Ashleigh Gentle      | Taylor Knibb    | Lucy Charles-Barclay | Laura Philipp        |
| 2022 | Kristian Blummenfelt     | Gustav Iden         | Magnus Elbæk Ditlev | Max Neumann      | Sam Laidlow       | Anne Haug            | Daniela Ryf          | Ashleigh Gentle | Taylor Knibb         | Lucy Charles-Barclay |
| 2021 | Gustav Iden              | Jan Frodeno         | Lionel Sanders      | Sam Long         | Patrick Lange     | Lucy Charles-Barclay | Daniela Ryf          | Laura Philipp   | Taylor Knibb         | Anne Haug            |
| 2020 | Jan Frodeno -2-          | Alistair Brownlee   | Gustav Iden         | Sebastian Kienle | Lionel Sanders    | Daniela Ryf -2-      | Lucy Charles-Barclay | Teresa Adam     | Sarah Crowley        | Anne Haug            |
| 2019 | Jan Frodeno              | Alistair Brownlee   | Lionel Sanders      | Sebastian Kienle | Javier Gómez Noya | Daniela Ryf          | Lucy Charles-Barclay | Anne Haug       | Sarah Crowley        | Holly Lawrence       |